# ロドリゴ・リケルメ
ロドリゴ・リケルメ・レチェ（Rodrigo Riquelme Reche, 2000年4月2日 - ）は、スペイン・マドリード出身のプロサッカー選手。レアル・ベティス所属。スペイン代表。ポジションはフォワード。

## 経歴

### クラブ
マドリードで生まれたリケルメは、レアル・サラゴサとラージョ・バジェカーノのユースチームに所属した後、2010年に、10歳でアトレティコ・マドリードのユースチームに加入した。
2019年3月16日、セグンダ・ディビシオンBのポンフェラディーナ戦でリザーブチームデビューを果たした。
2019年9月1日、ラ・リーガのエイバル戦でトマ・レマルに代わって出場し、トップチームデビューを果たした。
2020-21シーズンからトップチーム登録された。
2020年10月1日、AFCボーンマスへの1シーズンのレンタル移籍が決定した。
2021年8月30日、2021-22シーズン終了までCDミランデスにレンタルされることが発表された。ミランデスでは、レギュラーに定着してリーグ戦36試合で7得点12アシストという成績を残した。
2022年8月1日、アトレティコ・マドリードとの契約を2028年まで延長し、2022-23シーズンはラ・リーガに昇格したジローナにレンタル移籍をすることが決定した。
2025年7月4日、レアル・ベティスに移籍した。契約期間は5年間。

### 代表
2022年からスペインの世代別代表へ招集され、2023年6月にはU-21スペイン代表としてUEFA U-21欧州選手権2023へ出場した。
2023年11月16日、UEFA EURO 2024予選のキプロス戦にて、前半40分に負傷したミケル・オヤルサバルとの途中交代でスペイン代表デビューを飾った。

## 個人成績

### クラブ
| 国内大会個人成績 | 国内大会個人成績         | 国内大会個人成績 | 国内大会個人成績   | 国内大会個人成績 | 国内大会個人成績 | 国内大会個人成績 | 国内大会個人成績 | 国内大会個人成績 | 国内大会個人成績 | 国内大会個人成績 | 国内大会個人成績 |
| 年度             | クラブ                   | 背番号           | リーグ             | リーグ戦         | リーグ戦         | リーグ杯         | リーグ杯         | オープン杯       | オープン杯       | 期間通算         | 期間通算         |
| 年度             | クラブ                   | 背番号           | リーグ             | 出場             | 得点             | 出場             | 得点             | 出場             | 得点             | 出場             | 得点             |
| スペイン         | スペイン                 | スペイン         | スペイン           | リーグ戦         | リーグ戦         | 国王杯           | 国王杯           | オープン杯       | オープン杯       | 期間通算         | 期間通算         |
| ---------------- | ------------------------ | ---------------- | ------------------ | ---------------- | ---------------- | ---------------- | ---------------- | ---------------- | ---------------- | ---------------- | ---------------- |
| 2019-20          | アトレティコ・マドリード | 32               | ラ・リーガ         | 1                | 0                | 1                | 0                | -                | -                | 2                | 0                |
| イングランド     | イングランド             | イングランド     | イングランド       | リーグ戦         | リーグ戦         | FLカップ         | FLカップ         | FAカップ         | FAカップ         | 期間通算         | 期間通算         |
| 2020-21          | ボーンマス               | 20               | チャンピオンシップ | 16               | 1                | 0                | 0                | 3                | 1                | 19               | 2                |
| スペイン         | スペイン                 | スペイン         | スペイン           | リーグ戦         | リーグ戦         | 国王杯           | 国王杯           | オープン杯       | オープン杯       | 期間通算         | 期間通算         |
| 2021-22          | ミランデス               | 22               | セグンダ           | 36               | 7                | 3                | 1                | -                | -                | 39               | 8                |
| 2022-23          | ジローナ                 | 17               | ラ・リーガ         | 34               | 4                | 1                | 1                | -                | -                | 35               | 5                |
| 2023-24          | アトレティコ・マドリード | 17               | ラ・リーガ         | 34               | 3                | 4                | 1                | -                | -                | 38               | 4                |
| 2024-25          | アトレティコ・マドリード | 17               | ラ・リーガ         | 16               | 0                | 5                | 1                | -                | -                | 21               | 1                |
| 通算             | スペイン                 | スペイン         | ラ・リーガ         | 85               | 7                | 11               | 3                | -                | -                | 96               | 10               |
| 通算             | スペイン                 | スペイン         | セグンダ           | 36               | 7                | 3                | 1                | -                | -                | 39               | 8                |
| 通算             | イングランド             | イングランド     | チャンピオンシップ | 16               | 1                | 0                | 0                | 3                | 1                | 19               | 2                |
| 総通算           | 総通算                   | 総通算           | 総通算             | 137              | 15               | 14               | 4                | 3                | 1                | 154              | 20               |

### 代表
| スペイン代表 | 国際Aマッチ | 国際Aマッチ |
| 年           | 出場        | 得点        |
| ------------ | ----------- | ----------- |
| 2023         | 2           | 0           |
| 通算         | 2           | 0           |